# Acanthogonatus notatus
Acanthogonatus notatus là một loài nhện trong họ Nemesiidae.
Acanthogonatus notatus được miêu tả năm 1940 bởi Mello-Leitão.